# 호르헤 이삭스

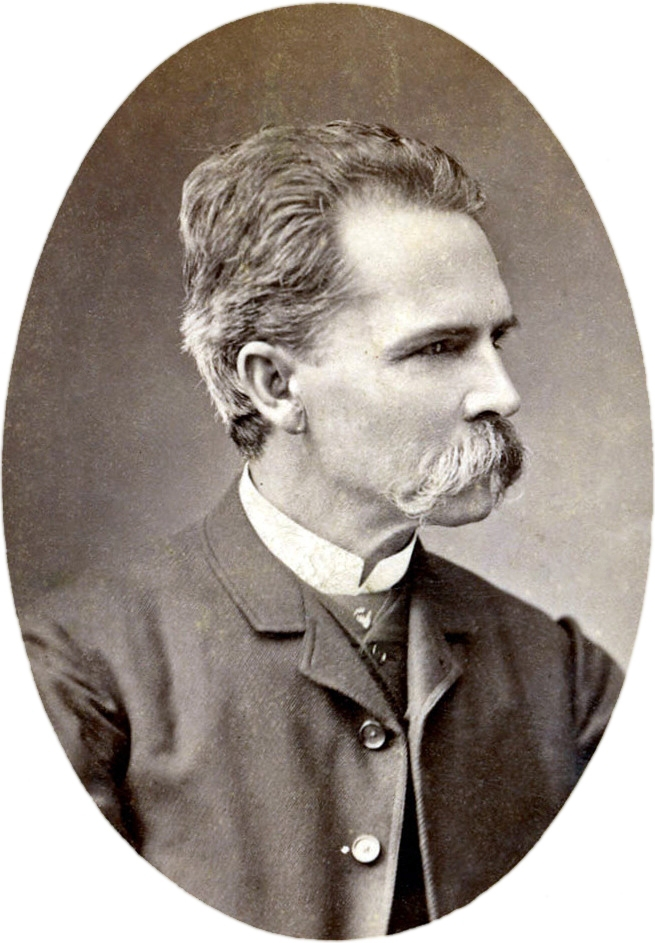
호르헤 이삭스

호르헤 이삭스 페레르(영어: Jorge Isaacs Ferrer, 1837년 4월 1일 ~ 1895년 4월 17일)는 콜롬비아의 작가, 정치인이다.

## 생애
1837년 콜롬비아의 칼리에서 유대계 영국 상인인 아버지 조지 이삭스(George Isaacs)와 콜롬비아 출신 어머니 마누엘라(Manuela) 사이에서 10남매 중 막내로 태어났다. 11살 때 아버지의 뜻에 따라 수도 보고타의 성령 학교(El Colegio del Espíritu Santo)와 산 부에나벤투라(San Buenaventura) 학교에서 5년 동안 유학을 했다. 영국에 유학하려 했지만 경제적인 문제로 포기했다.
1854년 그의 아버지는 카우카 계곡의 산등성이에 위치한 아름다운 저택을 구입한다. 낙원(Paraíso)이라고 불렸던 산기슭에 위치한 이 하얀 집은 그의 행복했던 유년기를 상징하는 대표적인 장소로 묘사되며 실제 <마리아>의 가장 중요한 공간배경으로 등장한다.
1856년 이 고향집에서 아내 펠리사와 결혼을 한 후 그는 1860년 중앙정부에 반기를 든 모스케라(Mosquera) 장군이 이끄는 내전에 참가한다. 1864년 호르헤 이삭스는 <모자이크(El Mosaico)>라는 보고타의 청년문학 동호회를 통해 낭만주의 성향의 시들을 발표하여 많은 호평을 받는다. 이 해 말 모스케라 장군에 의해 부에나벤투라와 칼리 사이의 도로를 건설하는 다과(Dagua) 도로 건설 부감찰관으로 임명되고 힘든 도로건설 현장 속에서 그 유명한 소설 <마리아>의 첫 장을 쓰기 시작한다.
하지만 모자이크에서 첫 번째 작품인 시들을 발표한 이후 부유했던 가정환경과 유학시절의 다양한 사회경험, 그리고 내전참가의 경험 등은 그를 정치세계에 몸담게 하고 1866년 카우카 주를 대표하는 공화당 상원의원으로 변모시킨다. 1867년 보고타에서 <마리아>를 출간하고 낭만주의 작가로서의 명성을 쌓아가지만 사회현실 문제의 직접적 참여라는 그의 정치적 행보는 1869년 급진당으로 자리를 옮기면서 더욱 심화된다. 1870년부터 1872년까지 칠레 산티아고의 영사직(1870-1872)을 수행했으며 현실정치에 대한 적극적인 관심은 ≪안티오키아의 급격한 혁명(La revolución radical en Antioquia)≫(1880), 아르헨티나 로카 대통령에게 헌사를 했던 시집 ≪사올로(Saulo)≫(1881)를 비롯하여 ≪코르도바의 땅(La Tierra de Córdova)≫(1893) 등의 작품에서도 잘 나타난다.
1867년 5월 800부로 보고타에서 처음 출간된 <마리아>는 문단의 즉각적인 반향을 불러일으키며 그를 낭만주의의 작품의 대가로 자리 잡게 한다. 하지만 내전 참가의 주된 동기가 되었던 자유주의 운동과 정치적 투쟁에 대한 지대한 관심은 이후 문학가로서의 활동을 점점 더 소홀하게 만든다. 말년기의 정치적 좌절과 사업실패는 노후의 그를 경제적으로 어렵게 하고 1895년 58세의 나이로 콜롬비아 이바게에서 홀로 고독하게 생을 마감한다.
정치적 투쟁이라는 작가의 굴곡진 삶 전체를 놓고 본다면 우수에 젖은 ｢눈물의 남자｣(El hombre de las lagrimas)라는, 낭만주의 작가의 전형이라는 그의 문학적 이름은 호르헤 이삭스에게 어울리지 않는다. <마리아>를 통해 보이는 작가의 모습은 내전에 자발적으로 참가한 군인, 군사종군 기자, 신문 발행인, 계몽열정을 가진 자유주의 사상가이자 교육자, 거대 상인, 외교가이자 정치인이라는 다양한 사회현실 참여주의자의 모습 중 하나일 뿐이다. 그의 불후의 명작 <마리아>는 역설적으로 그가 항상 부딪쳐 왔고 투쟁해 왔던 사회현실을 극복하기 위한 하나의 돌파구로서 그리고 보존되어야만 할 불변의 시대적 가치를 지키려고 노력한 호르헤 이삭스의 열정의 한 부분으로 이해될 수 있다.